# JR Shikoku série 2600
La série 2600 (2600系, 2600-kei) est un type d'autorail diesel exploité par la compagnie JR Shikoku.

## Description
La série 2600 a été développée pour remplacer la série 2000 vieillissante. Les deux rames construites par Kawasaki Heavy Industries comportent 2 voitures et reprennent certains équipement de la série 8600, dont le système d'inclinaison pneumatique. Cependant des tests ont montré que la consommation d'air comprimé était très élevée sur des lignes sinueuses comme la ligne Dosan et la JR Shikoku a décidé de revenir un suspension pendulaire classique pour ses prochains autorails, la série 2700.
L'espace voyageurs comprend des sièges inclinables avec prises de courant, semblables à la série 8600. Une voiture comprend un espace pour les usagers en fauteuil roulant et des toilettes accessibles.

## Histoire
Les 2 rames de la série 2600 sont entrées en service en août 2017 sur un service charter et en décembre 2017 sur les services Uzushio.

## Services
Les rames sont affectées aux services express Uzushio entre Takamatsu et Tokushima.